# Progettazione di automobili
(Roberto Giolito, Centro Stile Fiat)

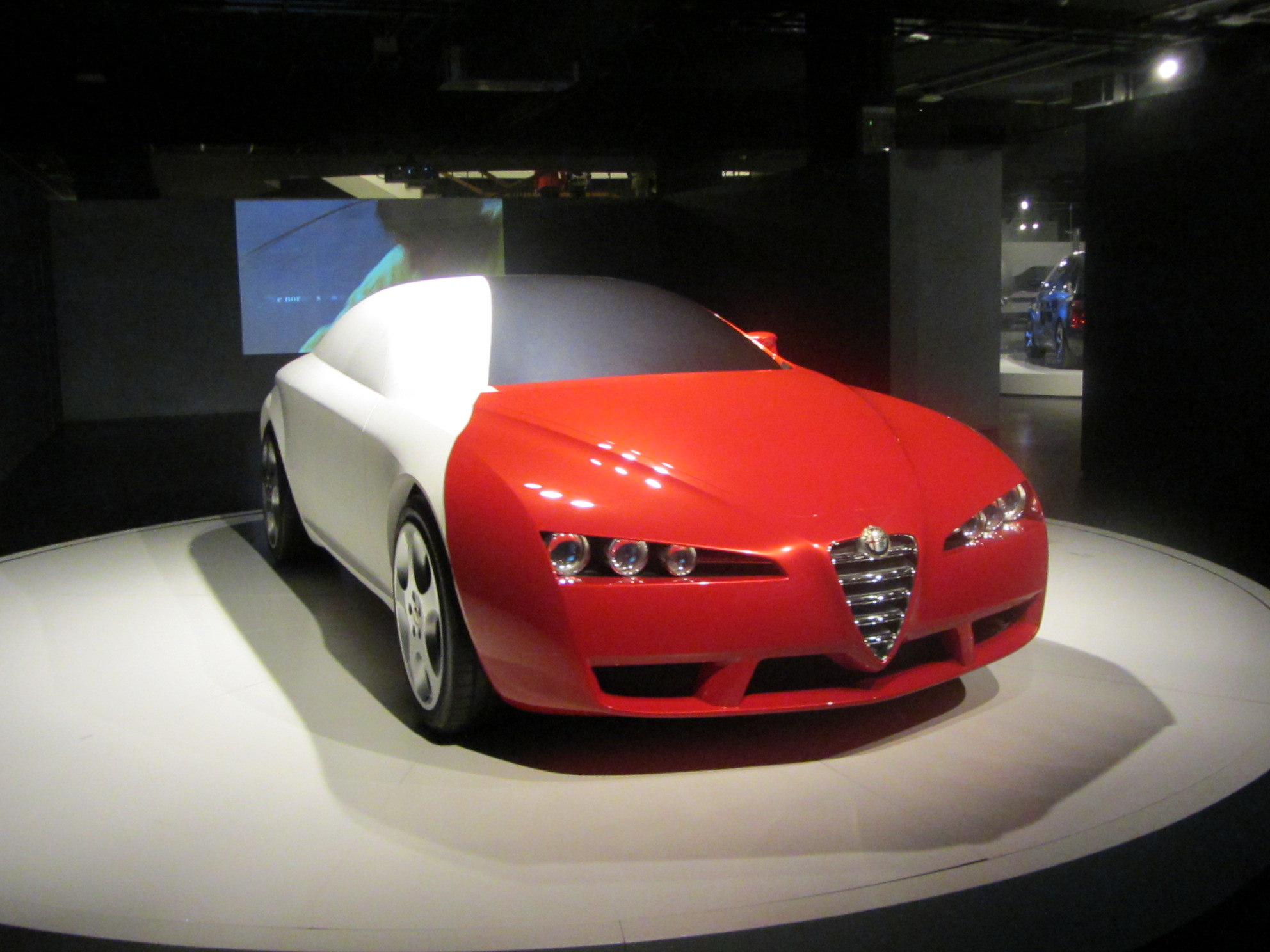
Modello di studio e resa grafica dellAlfa Romeo Brera Concept della Italdesign (2002).

La progettazione di automobili è la branca del disegno industriale che si occupa della progettazione e sviluppo delle automobili.
Il termine in lingua italiana è tuttavia in disuso poiché la professione è confluita nel concetto più ampio di veicolo semovente, mentre la parola automobile si è ridotta a sinonimo di autovettura. Tale professione quindi viene identificata con il termine anglossassone automotive design, che si occupa dell'ideazione, progettazione e sviluppo di mezzi di trasporto, sia pubblici che privati, ma tocca anche concetti sociologici, ambientali (mobilità sostenibile), antropologici e di mobilità urbana.

## Premessa: l'automotive design

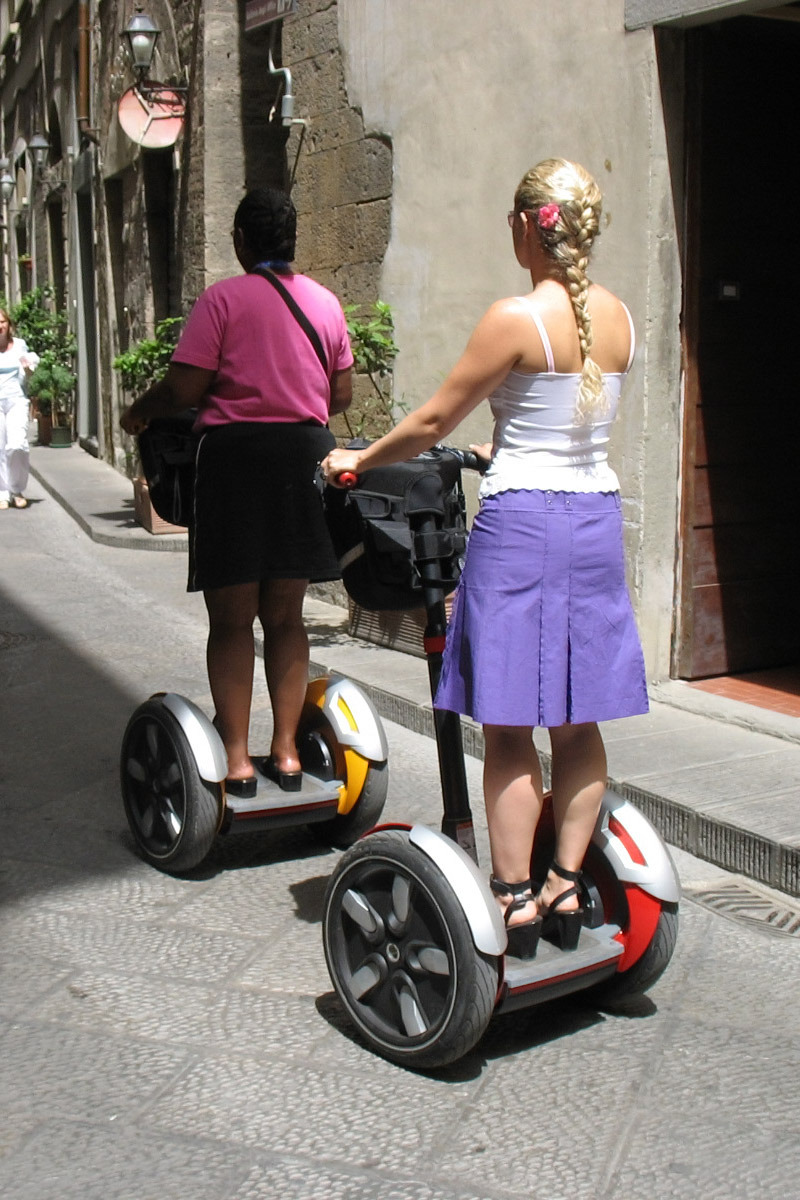
Il Segway, moderno esempio di automotive design applicato alla mobilità urbana.

Il design dell'automotive, letteralmente progettazione di automobili (nel senso originario del termine automobile ovvero: veicolo in grado di muoversi da sé e non come sinonimo di autovettura) ma spesso erroneamente banalizzato in design automobilistico o car design (termine anglosassone fuorviante che fa riferimento alle autovetture, non alle automobili), in Italia acquista un significato ambiguo, per via della forte tradizione automobilistica della penisola, influenzata non solo dai produttori di automobili storici e contemporanei ma anche dalle svariate carrozzerie artigianali. In queste, un tempo officine di "carrozzieri" ora studi di progettazione, continua come in passato la professione di "stilista" di carrozzerie, dove lo stile altamente comunicativo accompagna l'ideazione, la progettazione e lo sviluppo dell'automobile.
L'automotive design però, non identifica propriamente il concetto di "disegnare la linea di un veicolo" ma determina una disciplina ben più complessa che va oltre l'impatto estetico, il quale non ha il ruolo determinante che invece trova all'interno dei centri stile o dei carrozzieri. Lo scopo di un elaborato di automotive design è infatti trovare soluzioni innovative di mobilità, o abitabilità o altri valori razionali che sono sì accompagnati da uno stile ma questo non è il fine ultimo del progetto. Per raggiungere tale obiettivo è quindi necessario valutare gli aspetti generali, le criticità, il contesto e la fattibilità del progetto.

## Contesto

### La progettazione di automobili come esercizio di stile

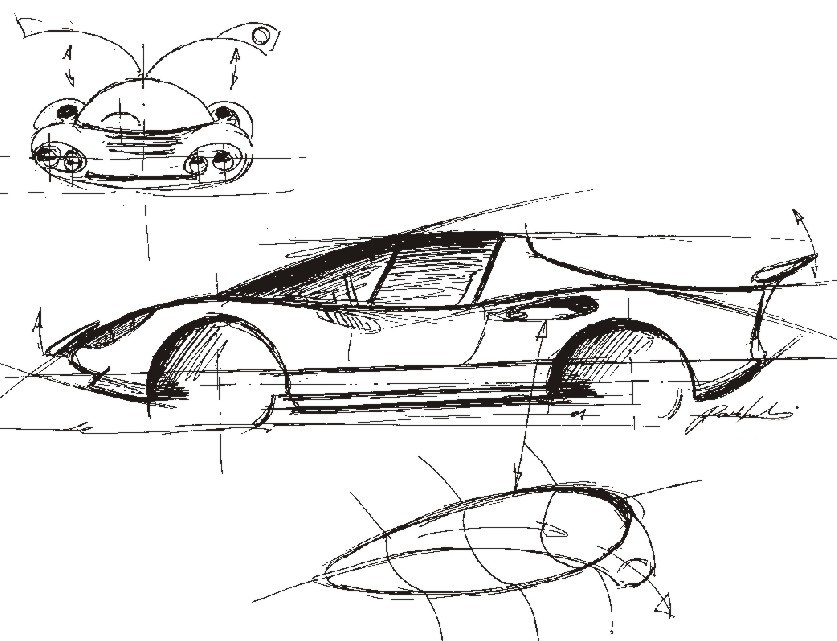
Bozzetto di Paolo Martin per lo studio di una berlinetta a marchio Dino (1967).

Nasce come un'attività artigianale, legata all'origine della diffusione dell'automobile, che, dalle officine dei "carrozzieri" e "scoccai"  – molti dei quali poi divenuti famosi – si è trasferita a poco a poco in centri specializzati di progettazione con la finalità di creare l'immagine del veicolo e la sua identità, coniugando i molti input tecnici e stilistici che concorrono alla definizione del veicolo. Oggi la progettazione di autovetture è una categoria specializzata del disegno industriale che comprende varie categorie di professioni negli ambiti della ergonomia ed ergotecnica, della comunicazione visiva, dell'elettronica, dell'aerodinamica nonché dello stile propriamente detto.
I luoghi in cui questa attività si svolge sono i centri stile. Questi possono essere autonomi oppure gestiti direttamente dalle case produttrici; in tal caso vengono definiti interni. Generalmente il disegno di automobili ha bisogno di edifici di grandi dimensioni in cui poter effettuare prove, nonché costruire prototipi in un ambiente protetto e sicuro. Fondamentale nello sviluppo di un progetto destinato alla produzione in grande serie è mantenere la segretezza dello stesso. Il fine di questi centri è quello di consentire lo sviluppo del prototipo e fornire alle linee di produzione il progetto esecutivo del nuovo modello. È spesso presente, nei centri stile interni, un archivio di forme e stilemi per la conservazione e lo studio della memoria visuale di una marca necessaria al fine di mantenerne l'identità e la sua specificità. Ciò è ancor più importante nei tempi attuali della produzione industriale in cui la componentistica interna dei veicoli è sempre più simile perché soggetta a norme di sicurezza che ne regolamentano fortemente le caratteristiche. Si assiste nell'era contemporanea alla proliferazione dei centri stile e al loro sdoppiamento in più sedi diverse allo scopo di poter formulare un maggior numero di proposte stilisticamente differenti e originali.

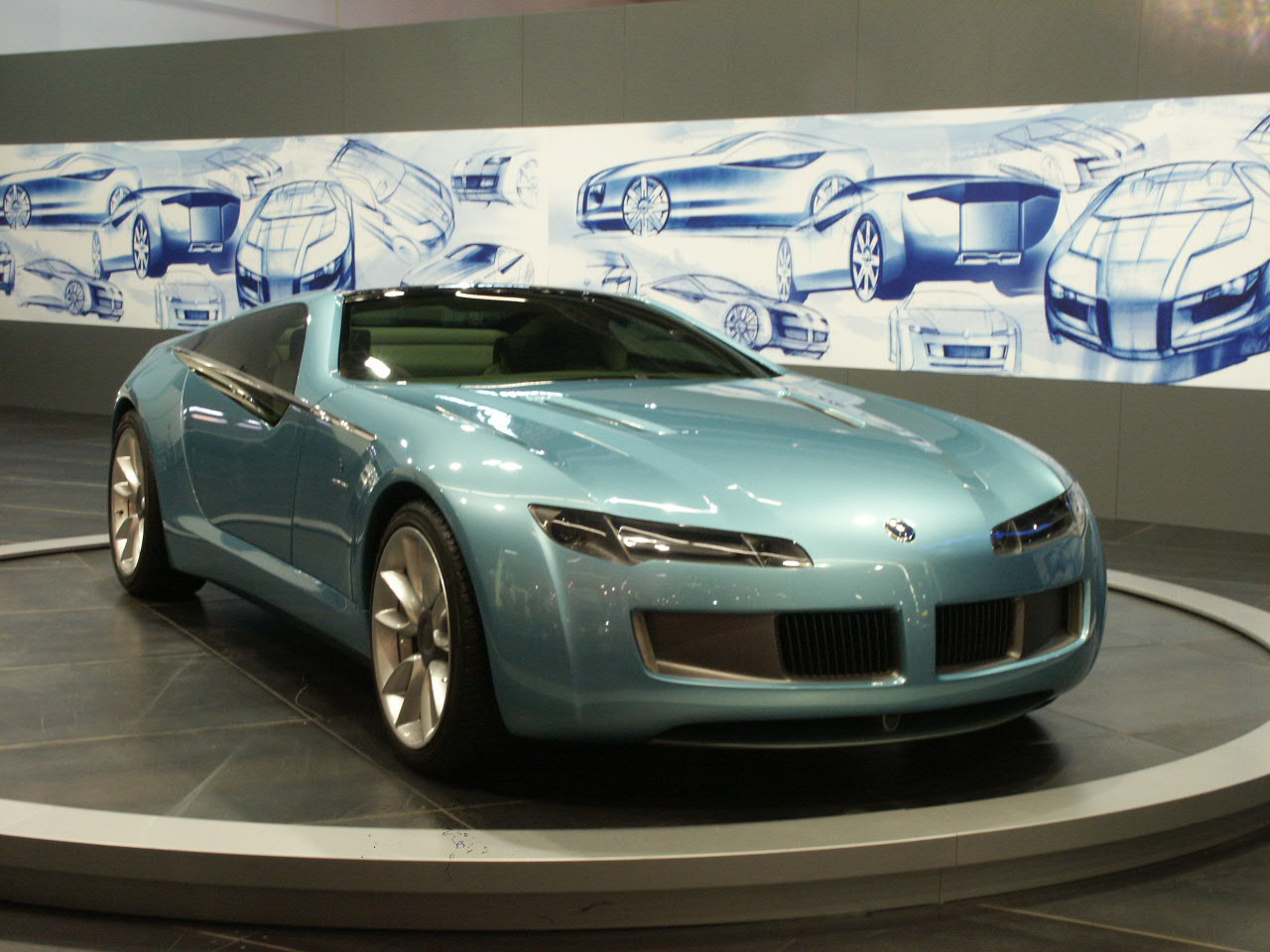
La concept car Birusa di Bertone del 2003 e, dietro di essa, una raccolta delle varie proposte elaborate per definirne i canoni stilistici.

Una volta che tutti i concetti base di un'automobile, come abitabilità, comfort, sportività, ecologia, resistenza, target e contesto, sono stati definiti, si passa ad altri concetti più dettagliati quali ricerca ergonomica, ricerche stilistiche ed esercizi di stile, scelta dei materiali, soluzioni proposte e ricerche di mercato. Questi spesso vengono racchiusi in una concept car, la quale viene esposta (nel caso di modelli importanti) in eventi internazionali come i saloni dell'automobile. La fase concettuale si sviluppa fino ad arrivare sempre più vicina alla fattibilità del progetto e alla messa in produzione del modello definitivo che sarà preceduto da uno o più prototipi sui quali poter agire direttamente al fine di perfezionale il progetto rendendolo idoneo ai vincoli progettuali e legislativi imposti.

### I nomi più importanti
Sono molto noti i nomi di grandi carrozzieri e disegnatori che hanno seguito l'evoluzione della professione di designer, per esempio le firme italiane Bertone, Pininfarina, Zagato, Giugiaro e Touring; si tratta spesso di aziende moderne a elevata tecnologia che conservano però il nome del loro illustre fondatore. Nel passato si sono occupati di design automobilistico anche personalità esterne al mondo della produzione, come ad esempio i grandi architetti Le Corbusier e Frank Lloyd Wright nonché figure di artisti e scultori, soprattutto negli anni 1960.

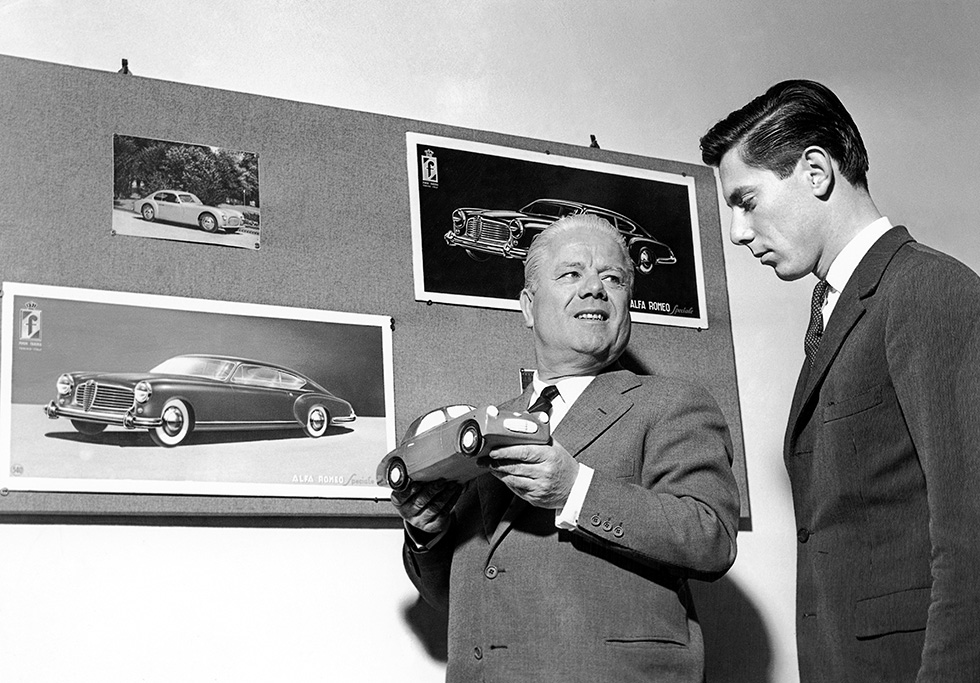
Battista "Pinin" Farina e il figlio Sergio negli uffici Pininfarina nel 1950.

La patria storica del disegno automobilistico e punto di riferimento dagli anni 1950 ai giorni nostri è l'Italia, che oltre alla presenza d'innumerevoli carrozzerie, è la terra natale dei nomi più noti del design a quattro ruote: Aldo Brovarone, Giovanni Michelotti, Ercole Spada, Bruno Sacco, Marcello Gandini, Giorgetto Giugiaro, Leonardo Fioravanti, Walter de Silva, Flaminio Bertoni, Dante Giacosa, Pio Manzù, Flavio Manzoni, Donato Coco e tanti altri. Questa fioritura ha giocoforza influenzato l'intera industria automobilistica del Bel paese: una casa come Alfa Romeo ha fatto dello stile il suo biglietto da visita in tutto il mondo.
Contemporaneamente e in contrapposizione con l'Italian Style – in modo simile a quanto è successo per il design industriale –, oltreoceano gli Stati Uniti hanno tramandato, fino ai giorni nostri, una concezione di veicolo e di stile a esso associato del tutto personale. Da questo ambiente sono emersi diversi nomi importanti come Harley Earl, Virgil Exner, Richard A. Teague, gli ZSB, e Chris Bangle; mentre i primi erano fortemente ancorati allo stile a stelle e strisce, Bangle fu un designer "europeo": la sua formazione avvenne in Italia e portò le sue conoscenze in Germania realizzando le BMW più discusse e personali di sempre. Non va inoltre ignorato un disegnatore come Raymond Loewy, uno statunitense d'adozione che – pur occupandosi di industrial design a 360º –, lasciò un'importante germinatura anche in campo automobilistico, in particolar modo coi suoi studi sull'aerodinamica.

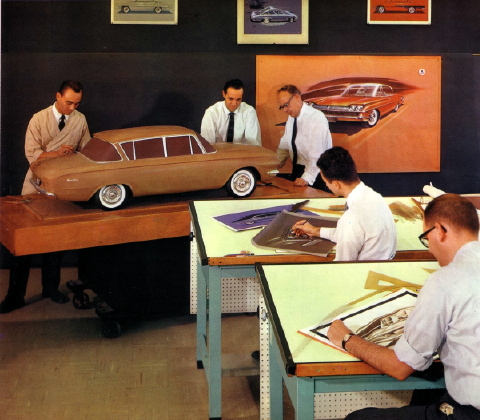
Richard A. Teague nei primi anni 1960, al lavoro nel reparto progettazione della American Motors.

In questo scenario stilistico vanno ricordate anche altre figure di estrema rilevanza. In Inghilterra il settore automobilistico ha visto l'importante apporto di figure come Alec Issigonis, William Lyons, William Towns e David Bache. Similmente anche la Germania, con il grande sviluppo della sua industria motoristica nella seconda parte del Novecento, ha dato risalto a nomi come Reinhard von Koenig-Fachsenfeld, Friedrich Geiger, Wilhelm Hofmeister, Luigi Colani, Claus Luthe e Wolfgang Egger. La Francia ha infine dato i natali a disegnatori come Henri Chapron, André Lefèbvre, Paul Bracq, Robert Opron e Patrick Le Quément, i quali hanno portato allo sviluppo di una precisa identità stilistica transalpina in fatto di auto; Bracq fu inoltre uno dei più validi designer al servizio delle marche tedesche.
A questa folta schiera, negli anni 1990 si aggiungono gli importanti contributi del design giapponese, fino ad arrivare ai giorni nostri in cui il concetto di automotive design è internazionalmente diffuso; ne sono un esempio le affermazioni del belga Luc Donckerwolke, dell'olandese Laurens van den Acker o del greco Andreas Zapatinas.

### Gli strumenti del disegno di automobili
Il designer che si occupa di progettazione di veicoli si trova oggi a utilizzare con grande profitto i software più avanzati di modellazione tridimensionale che, abbinati a sistemi di visualizzazione a grande formato, permettono di interagire con il modello con un realismo molto convincente e utile. Sono presenti inoltre le grandi fresatrici a controllo numerico al fine di creare modelli, in scala oppure 1:1, in modo da poter percepire direttamente l'impatto visivo che avrà il futuro veicolo.

### La progettazione di automobili come concetto di mobilità
Partendo quindi dal significato originario del termine "auto-mobile": veicolo in grado di muoversi autonomamente, la progettazione di esso è una disciplina che copre svariati concetti di mobilità, funzionalità, ecosostenibilità, ergonomia, socialità, urbanistica, interazione, comunicazione, sicurezza passiva e attiva, ingegneria meccanica e personalità estetica. In tempi moderni è strettamente legata ai contesti urbani.